# بی‌ثباتی (آلبوم پاپی)
بی‌ثباتی (به انگلیسی: Flux) چهارمین آلبوم استودیویی از خواننده-ترانه‌پرداز آمریکایی پاپی می‌باشد که در ۲۴ سپتامبر سال ۲۰۲۱ از سوی سومرین رکوردز منتشر گردید.